# Pointe de Suzac
La pointe de Suzac est un cap rocheux s'avançant dans l'estuaire de la Gironde. Elle est divisée administrativement entre les communes de Saint-Georges-de-Didonne et de Meschers-sur-Gironde, dans le département de la Charente-Maritime.
Cette avancée rocheuse couverte d'une riche végétation (espèces méditerranéennes et atlantiques) constitue l'un des principaux espaces préservés de l'agglomération royannaise. Protégée par le Conservatoire du littoral, elle est aussi comprise depuis 2015 dans le périmètre du Parc naturel marin de l'estuaire de la Gironde et de la mer des Pertuis.
Située face à la pointe de Grave et à Port-Médoc (de l'autre côté de l'estuaire), la pointe de Suzac constitue la limite septentrionale entre l'estuaire de la Gironde proprement dit et le domaine maritime.

## Présentation
Véritable « balcon » sur l'estuaire, le site est en partie la propriété du conservatoire du littoral. On y accède à partir d'un sentier de promenade aménagé sur la falaise, lequel ménage des points de vue panoramiques sur les plages de la côte de beauté (de Saint-Georges-de-Didonne à la baie de Bonne Anse, par temps très clair) et sur les côtes du Médoc toutes proches.

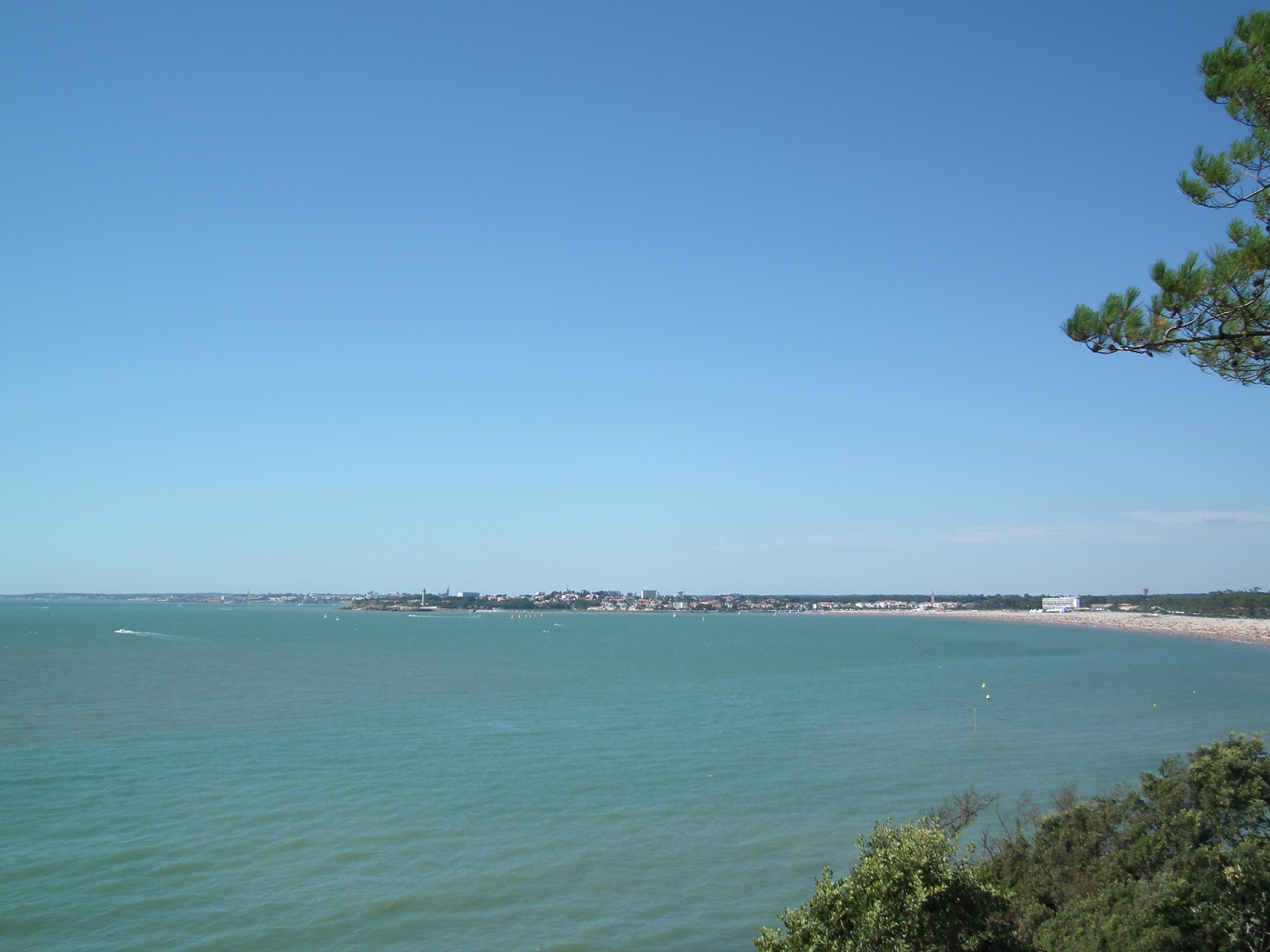
L'embouchure de la Gironde et la côte de beauté depuis la terrasse de la villa de l'estuaire.

Une partie du site est occupé par la forêt de Suzac, espace naturel protégé aujourd'hui presque entièrement aux mains du conservatoire du littoral. Ce massif se caractérise par la présence de nombreuses essences méditerranéennes (pins maritimes, arbousiers, chênes verts, cistes à feuilles de sauge, œillets des dunes notamment). À l'aube de l'an 2000, un pôle-nature (Le parc de l'estuaire) est mis en place par le conseil général du département afin de mettre en valeur l'écosystème de cet espace longtemps méconnu.
En marge de la forêt, aux abords immédiats de l'estuaire, une large prairie accueille les espèces calcicoles (ail rose, iris maritime) qui croissent sur cette portion de falaise, traditionnellement plus exposée aux vents marins. Les arbres s'y font plus rares (chênes pubescents) et prennent fréquemment des allures tourmentées, sculptées par les tempêtes hivernales.

## Climat
Le climat dont bénéficie la Charente-Maritime est un climat océanique tempéré de type aquitain, marqué par un ensoleillement moyen assez important : avec 2 250 heures par an, il est comparable à celui que connaît une partie de la côte méditerranéenne. La pluviosité y est modérée, les précipitations ne dépassant pas 1 200 mm par an. Les températures, quant à elles, varient en moyenne de +5 °C en hiver à +20 °C en été.

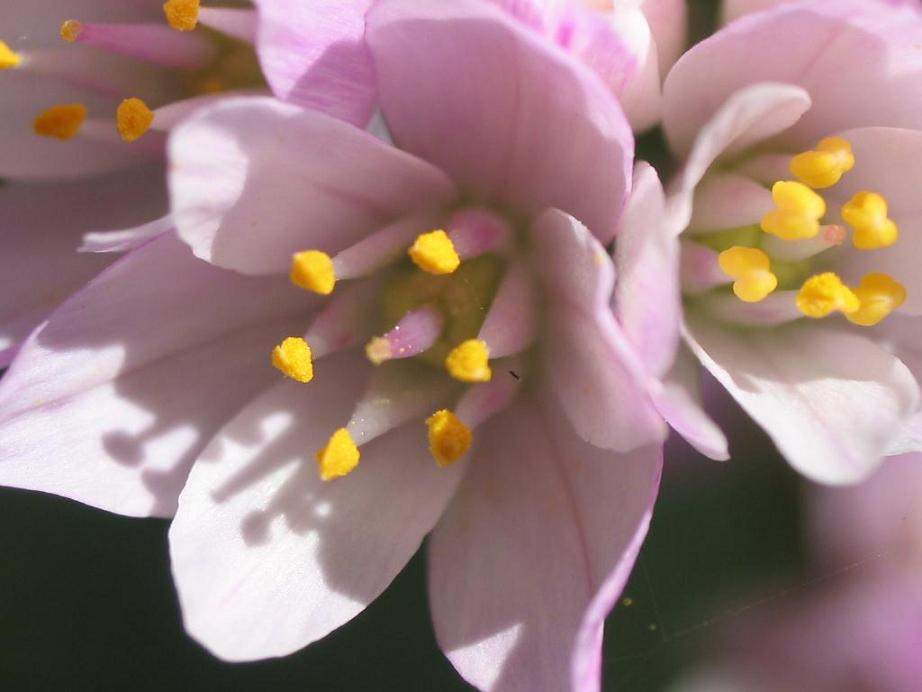
L'ail rose est une des nombreuses espèces méditerranéennes poussant sur le site.

Les îles et l'ensemble du littoral de la Charente-Maritime se caractérisent par un climat particulièrement doux en hiver, et rafraîchissant l'été, grâce aux influences océaniques perpétuellement en mouvement (brise marine). Ces conditions climatiques favorables, toujours soumises aux influences de l'océan Atlantique, ont favorisé un véritable micro-climat de type sub-aquitain et l'existence d'une végétation déjà méridionale. Ainsi la flore se caractérise-t-elle par la présence étonnante de lauriers-roses, eucalyptus, agaves, et même les mimosas se mettent à fleurir dès le mois de janvier.
Aux essences déjà méridionales du chêne vert (ou yeuse) et du cyste, s'ajoutent une forte présence de palmiers, figuiers, orangers et même oliviers. Il existe toutefois un contraste entre le littoral, assez sec et ensoleillé et l'intérieur des terres, davantage pluvieux. La pluviométrie passe ainsi de 750 mm sur le littoral à 950 mm en Haute-Saintonge.
Les relevés de la station météorologique de La Rochelle entre 1946 et 2000 permettent de déterminer quelques dates majeures au point de vue climatique en Charente-Maritime : ainsi, au cours de ce laps de temps, la température la plus froide est relevée le 15 février 1956 : -13,6 °C.
Un pic de température (dépassé seulement au cours de la canicule de 2003) est atteint le 8 juillet 1982 avec près de 39 °C à l'ombre.
Si 1953 est considérée comme l'année la plus sèche, 2000 est au contraire la plus pluvieuse.
La Charente-Maritime est le département français qui a été le plus durement touché par la tempête Martin du 27 décembre 1999. Les records nationaux de vents enregistrés ont été atteints avec 198 km/h sur l'île d'Oléron et 194 km/h à Royan.

### Relevés météorologiques à La Rochelle
| Mois                              | jan. | fév. | mars | avril | mai  | juin | jui. | août | sep. | oct. | nov. | déc. | année |
| --------------------------------- | ---- | ---- | ---- | ----- | ---- | ---- | ---- | ---- | ---- | ---- | ---- | ---- | ----- |
| Température minimale moyenne (°C) | 3,4  | 2,8  | 5,4  | 7,4   | 10,7 | 13,7 | 15,8 | 15,7 | 13,7 | 10,5 | 6,3  | 3,9  | 9,2   |
| Température moyenne (°C)          | 5,9  | 6,9  | 8,7  | 11,1  | 14,3 | 17,5 | 19,8 | 19,6 | 17,8 | 14,2 | 9,4  | 6,6  | 12,7  |
| Température maximale moyenne (°C) | 8,5  | 9,9  | 12,1 | 14,7  | 17,9 | 21,3 | 23,8 | 23,5 | 21,8 | 18   | 12,6 | 9,2  | 16,1  |
| Ensoleillement (h)                | 84   | 111  | 174  | 212   | 239  | 272  | 305  | 277  | 218  | 167  | 107  | 85   | 2 250 |
| Précipitations (mm)               | 82,5 | 66,1 | 57   | 52,7  | 61,1 | 42,9 | 35,1 | 46,4 | 56,5 | 81,6 | 91,8 | 81,8 | 755,3 |

### Relevés météorologiques à Bordeaux
| Mois                              | jan.  | fév.  | mars | avril | mai  | juin | jui. | août | sep. | oct. | nov.  | déc.  | année |
| --------------------------------- | ----- | ----- | ---- | ----- | ---- | ---- | ---- | ---- | ---- | ---- | ----- | ----- | ----- |
| Température minimale moyenne (°C) | 2,8   | 3,4   | 4,6  | 6,6   | 10,3 | 13   | 15,1 | 15,2 | 12,5 | 9,5  | 5,5   | 3,8   | 8,5   |
| Température moyenne (°C)          | 6,4   | 7,6   | 9,6  | 11,6  | 15,4 | 18,3 | 20,8 | 20,9 | 18,1 | 14,2 | 9,4   | 7,3   | 13,3  |
| Température maximale moyenne (°C) | 10    | 11,7  | 14,5 | 16,5  | 20,5 | 23,5 | 26,4 | 26,6 | 23,7 | 18,8 | 13,4  | 10,7  | 18,1  |
| Record de froid (°C)              | −16,4 | −15,2 | −9,9 | −5,3  | −1,8 | 2,5  | 4,8  | 1,5  | −1,8 | −5,3 | −12,3 | −13,4 | −16,4 |
| Record de chaleur (°C)            | 20,2  | 26,2  | 29,8 | 31,1  | 35,4 | 38,5 | 39,2 | 41,9 | 37,6 | 32,2 | 25,1  | 22,5  | 41,9  |
| Précipitations (mm)               | 92    | 82,6  | 70   | 80    | 83,9 | 63,8 | 54,5 | 59,5 | 90,3 | 94,1 | 106,9 | 106,7 | 984,1 |

## Histoire

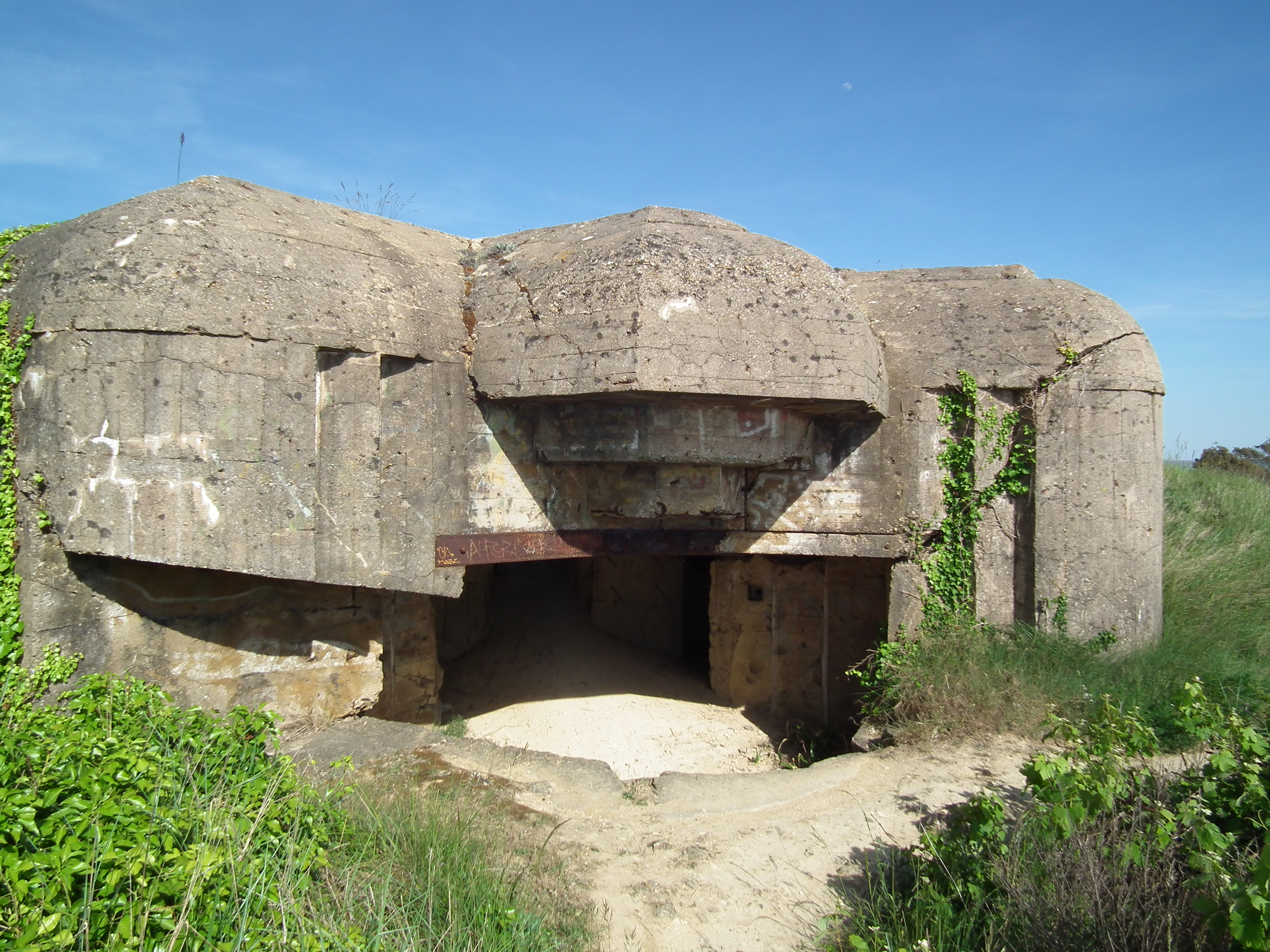
Vestiges du fort de Suzac, intégré au « Mur de l'Atlantique » (1942-1943)

La pointe de Suzac a constitué de tous temps un site stratégique de premier ordre, ce qui explique la présence de vestiges militaires en plusieurs endroits. Ainsi, aux abords du sentier de promenade, surplombant la « conche » (plage), des murs ruinés en gros appareil rappellent le souvenir d'un fort d'époque napoléonienne, détruit par les britanniques en 1814.
Les vestiges les plus importants sont cependant concentrés à l'extrémité du site, au plus près des flots : cet emplacement conserve en effet nombre de blockhaus allemands qui témoignent de la ceinture défensive érigée par l'organisation Todt durant la Seconde Guerre mondiale.
Ravagé par les bombes alliées en 1945, le fort reste longtemps à l'abandon avant d'être progressivement réhabilité au cours des dernières années (mise en place d'une signalétique, accès facilité à certaines infrastructures).
Depuis le fort, le sentier de promenade se poursuit à même la falaise sous une haie d'arbrisseaux jusqu'à la plage des Vergnes, à Meschers-sur-Gironde. On peut y observer quelques carrelets, cabanes de pêcheurs sur pilotis qui sont une spécificité du littoral charentais et girondin.